# Surnadal
Surnadal és un municipi situat al comtat de Møre og Romsdal, Noruega. Té 5.969 habitants (2016) i té una superfície de 1,365.41 km². El centre administratiu del municipi és el poble de 	Skei.